# John den Braber
John den Braber (nascido em 16 de setembro de 1970) é um ex-ciclista holandês, que participava em competições de ciclismo em estrada e pista.
Competiu no contrarrelógio por equipes nos Jogos Olímpicos de Barcelona 1992, terminando na nona posição, e na perseguição por equipes nos Jogos Olímpicos de Sydney 2000, obtendo a sétima colocação.